# 九澳油庫 (巴士總站)
九澳油庫（葡萄牙語：T. de Combustíveis do P. de Ká-Hó），是位於澳門路環九澳聖母馬路的一個終點站。澳巴21A路線以該站為終點站。

## 歷史
- 2016年2月3日，設立本站以配合21A路線延長至九澳油庫。[1]

## 各車道安排
- 為無出口道路，車輛於盡頭直接調頭行駛。

## 路線資料
| 澳巴 | 21A | 九澳油庫 | 媽閣 輕軌媽閣站 媽閣交通樞紐 | - 九澳（九澳七苦聖母小堂、聖路濟亞中心、九澳聖若瑟學校、懲教局、郊野公園） - 黑沙（鷺環海天酒店、郊野公園、黑沙村、海灘） - 海蘭花園（蘭苑） - 竹灣（豪園、海灘、燒烤公園） - 路環（少年感化院、市區、警察訓練營） - 聯生圓形地 - 金峰南岸（金譽峰） - 石排灣公屋群 - 路氹連貫公路（新濠影匯、巴黎人、威尼斯人） - 氹仔嘉樂庇馬路（龍環葡韻、信虹花園） - 氹仔市區（百利寶花園、氹仔CTM） - 史伯泰（麗景灣酒店） - 蘇利安圓形地（小潭山觀景台） - 亞馬喇前地 - 殷皇子馬路及新馬路 - 河邊新街（粵通碼頭、司打口、下環） - 媽閣廟 |

## 外部連結
- 澳巴官方網站 （繁體中文） （页面存档备份，存于）